# Ferdinand Arlt
Ferdinand Arlt, celým jménem Carl Ferdinand rytíř von Arlt (17. dubna 1812 Horní Krupka – 7. března 1887 Vídeň) byl rakouský oftalmolog narozený v Krupce, městě nedaleko Teplic.

## Život
V roce 1839 získal doktorát na Univerzitě Karlově v Praze a později se stal profesorem oftalmologie v Praze (1849–1856) a Vídni (1856–1883). Jeho syn Ferdinand rytíř von Arlt (1842–1917) byl také oftalmolog.
Arlt publikoval velké množství knih a článků o nemocech oka a spolupracoval s dalšími doktory, Albrecht von Graefe a Franciscus Donders, na díle Archiv für Ophthalmologie (Oftalmologický archiv). Byl první lékař, který dokázal, že myopie (krátkozrakost) je obvykle důsledek nadměrné délky sagitální osy oka. Zasloužil se též o organizaci pravidelných prohlídek zraku lidí v chudých regionech.